# Crime SuspenStories
Crime suspenstories foi uma revista em quadrinhos americana do gênero policial publicada pela EC Comics entre outubro/novembro de 1950 e fevereiro/março de 1954 totalizando 27 números. Esta sério foi, mais tarde, adaptada para a televisão pela HBO na série Tales from the crypt.